# UK 82
Punk 82, UK 82 (druga fala brytyjskiego punk rocka) – gatunek muzyczny wywodzący się z punk rocka, powstały w 1982 roku w Wielkiej Brytanii. Muzyka "drugiej fali", ostrzejsza i agresywniejsza od "pierwszofalowej", wpłynęła w dużej mierze na późniejsze oblicze punk rocka i jego pochodnych jak np. hardcore lub oi!. Za najważniejszych wykonawców drugiej fali uważa się m.in. The Exploited, G.B.H. lub Anti-Nowhere League. Do polskich wykonawców zainspirowanych nurtem zaliczyć można takie zespoły jak Moskwa, Armia, Siekiera, Prowokacja, Dezerter.